# Catarina de Bourbon, Duquesa de Gueldres
Catarina de Bourbon (Liège, c. 1440 – Nimega, 21 ou 22 de maio de 1469) foi uma nobre belga. Ela foi duquesa consorte de Gueldres e condessa de Zutphen como esposa de Adolfo. Através de sua única filha, foi trisavó materna da rainha Maria da Escócia.

## Família
Maria foi a quinta filha e oitava criança nascida de Carlos I, Duque de Bourbon e de Inês da Borgonha.
Os seus avós paternos eram João I, Duque de Bourbon e Maria de Berry, Duquesa da Auvérnia. Os seus avós maternos eram João, Duque da Borgonha e Margarida da Baviera.
Ela teve dez irmãos, entre eles: João II, Duque de Bourbon, que foi casado três vezes; Filipe, Senhor de Beaujeu, noivo da princesa Maria do Chipre; Maria, esposa do duque João da Calábria; Isabel, segunda esposa de Carlos, Duque da Borgonha; Carlos II, arcebispo de Lião; Luís, Bispo de Liège; Pedro II, Duque de Bourbon, marido da princesa Ana de França; ; Joana, primeira esposa de João de Chalon, conde de Tonnerre; Jaime, conde de Montpensier, e Margarida, esposa de Filipe II, Duque de Saboia.

## Biografia
Catarina foi considerada, por diversas vezes, uma noiva em potencial para o rei Eduardo IV de Inglaterra, antes e depois de sua ascensão ao trono. No final, as negociações não deram em nada, e ele se casou com a nobre viúva, Isabel Woodville.
No dia 28 de dezembro de 1463, em Bruges, quando tinha cerca de 23 anos, Catarina casou-se com o futuro duque Adolfo, que tinha por volta de 24 ou 25. Ele era filho de Arnoldo, Duque de Gueldres e de Catarina de Cleves. Eles tiveram um casal de gêmeos: Filipa e Carlos.
A duquesa faleceu em 21 ou 22 de maio de 1469, com aproximadamente 29 anos, e foi sepultada na Igreja de São Estêvão, em Nimega, hoje na Bélgica.

## Sepultura
O cenotáfio de Catarina estava, originalmente, localizado no centro do coro, diante do altar principal, um local de proeminência; mais tarde, durante a restauração que durou de 1948 a 1965, o monumento foi colocado na direção oeste. Sua imagem foi esculpida em latão composto de quatro placas de liga de cobre separadas. Ela foi representada segurando as mãos em oração, os pés repousando sob dois leões, um tecido de brocado atrás dela, e um brasão de armas em cada lado de sua cabeça. A inscrição em letras góticas a identifica, e concluí, com uma oração:
"No ano de Nosso Senhor 1469, no 21.º dia de Maio, faleceu a nobre, ilustre, princesa rica, a senhora Catarina de Bourbon, duquesa de Gueldres e Gulik, condessa de Zutphen; reze pela alma."

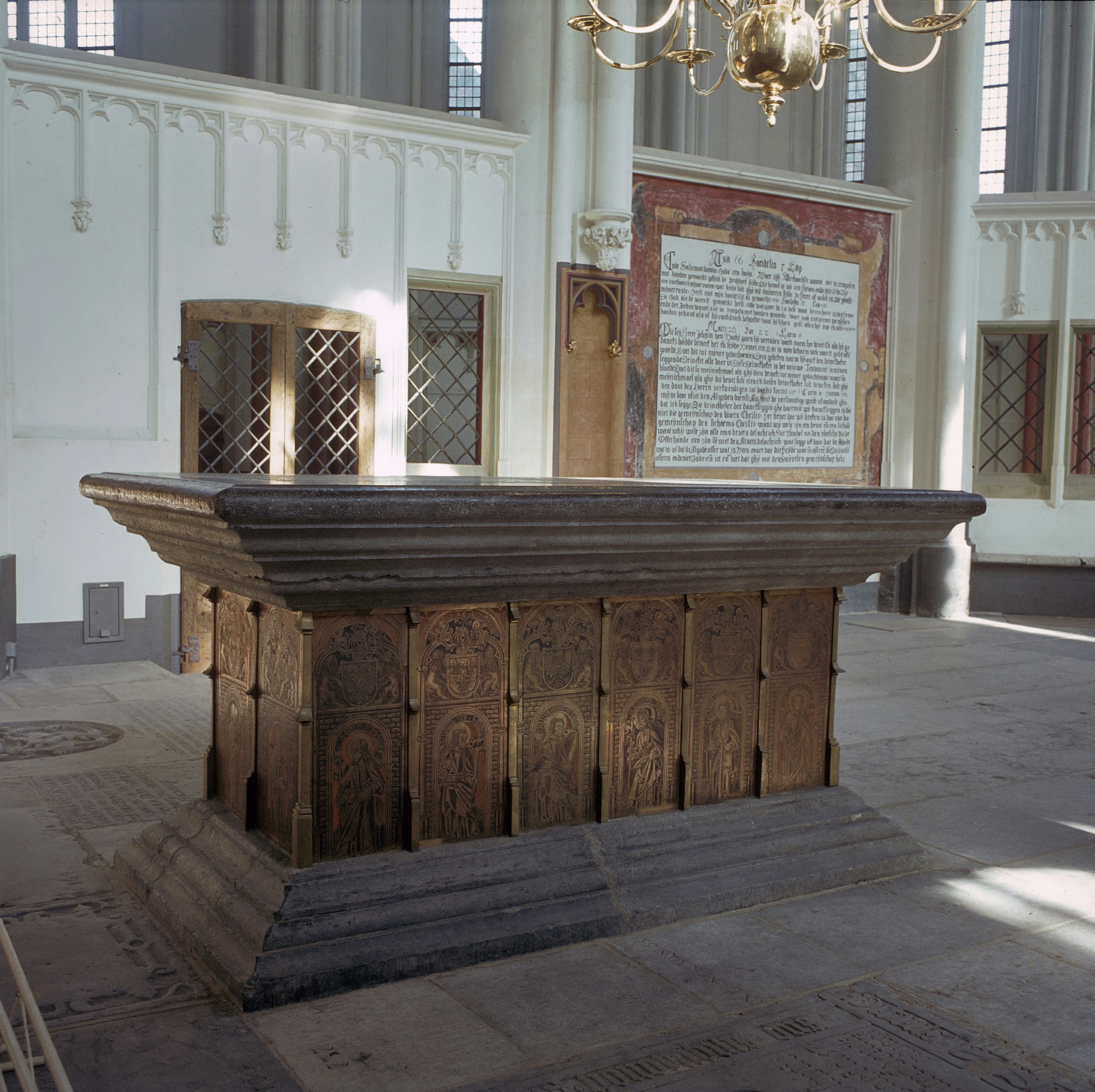
Tumba da duquesa.

Apesar da opulência de seu enterro, a tumba apenas foi construída quatro décadas depois de sua morte, a pedido do filho, Carlos; a demora, provavelmente, era devido aos conflitos políticos da época que mantiveram Adolfo e Carlos ocupados por um tempo. 

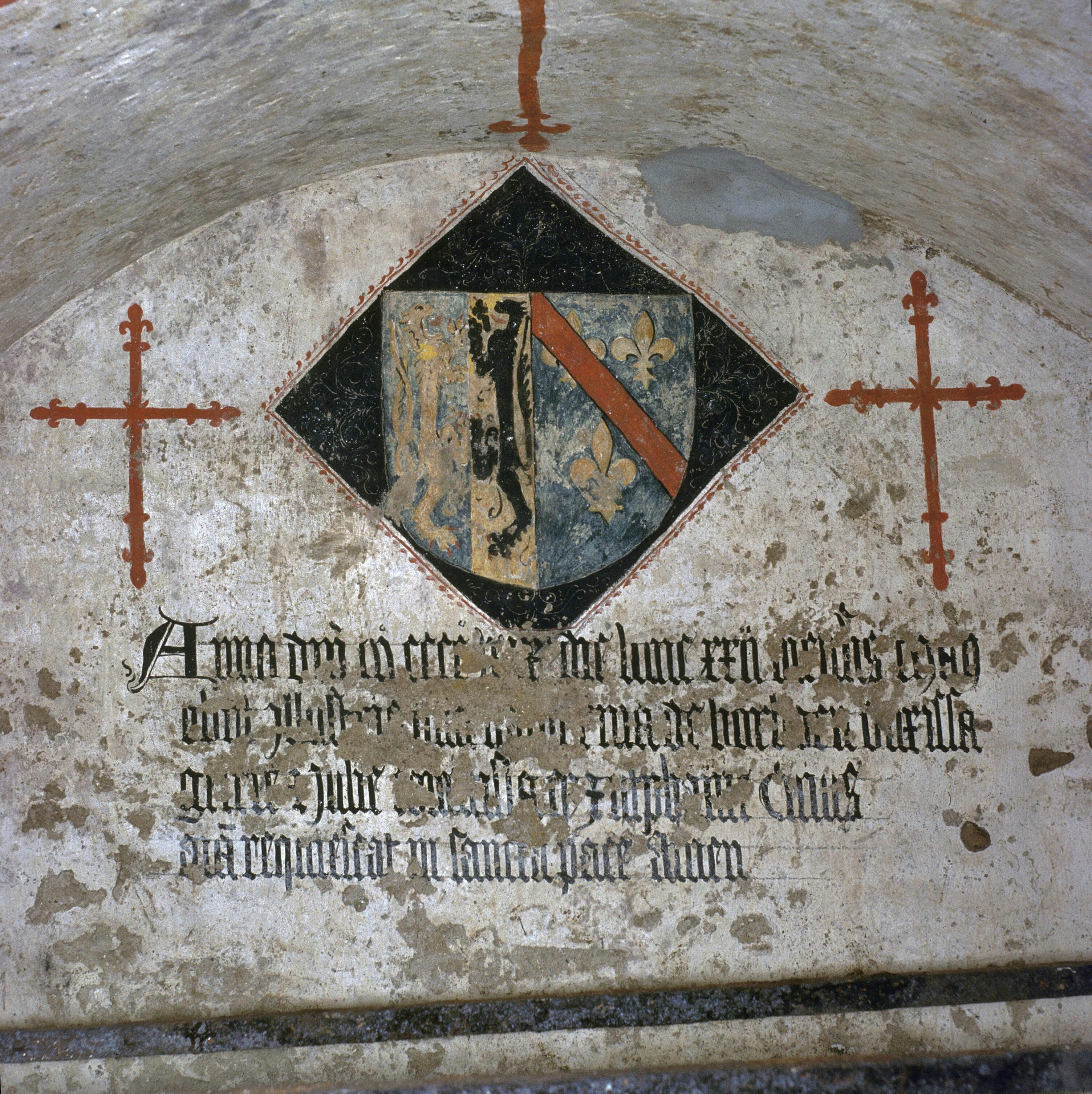
Mural na cripta de Catarina, embaixo da igreja.

A tumba de pedra é decorada com 17 latões em formato de gravura e de policromia, os quais foram produzidos pelo entalhador, Wilhelm Loemans, na cidade alemã de Colônia; Além da grande placa de latão em cima, também há doze placas menores nos lados que mostram os apóstolos com o texto em latim "ora pro nobis" (orai por nós), com quatro placas de latão na cabeça e pés com figuras de "pranteadores", e o texto "requiescat in pace amen" (que ela descanse em paz, amém). Em cima de cada uma dessas dezesseis figuras, está um brasão ancestral representando a ascendência e nobreza de Catarina.
Catarina foi enterrada na Igreja de São Estêvão como uma benfeitora da mesma, pois ela havia doado dinheiro, o que ajudou a igreja a obter a posição de colegiada, o que ocorreu somente depois da morte da duquesa, em 1475. O caixão de Catarina, com os seus verdadeiros restos mortais, está localizado numa cripta (que está aberta à visitação) debaixo do chão da igreja, que foi construída com o propósito de também abrigar os corpos de seu marido e filho. No entanto, Adolfo foi enterrado em Tournai, e Carlos, em Arnhem. Diferentemente do monumento, a inscrição pintada em latim, na parede da cripta, declara que a data de sua morte foi 22 de maio de 1469.

## Descendência
- Filipa de Gueldres (9 de novembro de 1467 – 26 de fevereiro de 1547)[5] foi a segunda esposa de Renato II da Lorena, com quem teve doze filhos. Foi bisavó materna da rainha Maria da Escócia;
- Carlos II, Duque de Gueldres (9 de novembro de 1467 – 30 de junho de 1538)[6] sucessor do pai. Foi casado com Isabel de Brunsvique-Luneburgo, mas não teve descendência.